# アントン・ペイクリシヴィリ
アントン・ペイクリシヴィリ（グルジア語: ანტონ ფეიქრიშვილი、Anton Peikrishvili、1987年9月18日 - ）は、ジョージアのラグビーユニオン選手。

## プロフィール
- ジョージア・トビリシ出身[1]。
- ポジションはプロップ(PR)。
- 身長 183cm、体重 121kg
- ジョージア代表キャップは27（2025年4月現在）でラグビーワールドカップ2015のジョージア代表に選ばれた[2]。

## 略歴
SUアジャン、カストル・オランピック、CAブリーヴ、バイヨンヌ、アルスター、カーディフ、RCアイア・クタイシ、モン＝ド＝マルサンを経て、2019年、SUアジャンに復帰。